# I Am Jackie Chan
I Am Jackie Chan: My Life in Action est une autobiographie de Jackie Chan écrite avec l'aide de Jeff Yang (en), et sortie en 1998 avant le succès de Chan dans Rush Hour. Une édition spéciale sort en 1999 sur les événements à la suite du succès de ce film. Le livre narre la vie de Jackie Chan depuis sa naissance jusqu'à juste quelques mois avant le tournage de Rush Hour. Les dernières pages contiennent une liste des 10 cascades et combats préférés de Jackie Chan et une filmographie de lui presque complète. L'ouvrage est dédié à ses parents.
Le 7 janvier 2010, sur le plateau de The Tonight Show with Conan O'Brien, Chan déclare avoir en tête depuis 2008 l'idée de produire un film musical basé sur cette autobiographie et qui serait intitulée I Am Jackie Chan: The Musical. Le projet de ce film vient de l'intérêt de Chan pour les comédies musicales, notamment pour La Mélodie du bonheur.